# Spoorlijn Auxy-Juranville - Bourges
De spoorlijn Auxy-Juranville - Bourges was een Franse spoorlijn van Auxy naar Bourges. De lijn was 135,1 km lang en heeft als lijnnummer 682 000.

## Geschiedenis
De lijn werd in gedeeltes geopend door de Compagnie du chemin de fer de Paris à Orléans, van Auxy-Juranville naar Argent-sur-Sauldre op 18 mei 1884 en van Argent-sur-Sauldre naar Bourges op 15 juni 1885.
Personenvervoer op de lijn was er tussen Auxy-Juranville en Beaune-la-Rolande tot 15 augustus 1932, inclusief het raccordement van Beaune-la-Rolande. Tussen Beaune-la-Rolande en Argent-sur-Sauldre was er personenvervoer tot 15 mei 1939 en tussen Argent-sur-Sauldre en Bourges tot 1 maart 1940.
Goederenvervoer werd vanaf 1939 stapsgewijs afgebouwd:
- Auxy-Juranville - Beaune-la-Rolande en raccordement van Beaune-la-Rolande: 25 september 1939
- Beaune-la-Rolande - Saint-Loup-des-Vignes-Boiscommun: 10 mei 1950
- Lorris - Les Bordes: 02 02 1953
- Saint-Loup-des-Vignes-Boiscommun - Bellegarde-Quiers: 1 oktober 1960
- Bellegarde-Quiers - Lorris: 3 november 1969
- Aubigny-sur-Nère - Asnières-lès-Bourges: 24 september 1989
- Les Bordes - Aubigny-sur-Nère: 30 maart 2011
- Asnières-lès-Bourges - Bourges: 2011

## Aansluitingen
In de volgende plaatsen was er een aansluiting op de volgende spoorlijnen:
Auxy-Juranville
RFN 745 000, spoorlijn tussen Villeneuve-Saint-Georges en Montargis
Beaune-la-Rolande
RFN 684 000, spoorlijn tussen Étampes en Beaune-la-Rolande
Bellegarde-Quiers
RFN 686 000, spoorlijn tussen Les Aubrais-Orléans en Montargis
Les Bordes
RFN 687 000, spoorlijn tussen Orléans en Gien
Argent-sur-Sauldre
RFN 685 000, spoorlijn tussen Gien en Argent-sur-Sauldre
Bourges
RFN 690 000, spoorlijn tussen Vierzon en Saincaize
RFN 690 306, raccordement tussen Bourges en Poste C de Pont-Vert

## Afbeeldingen

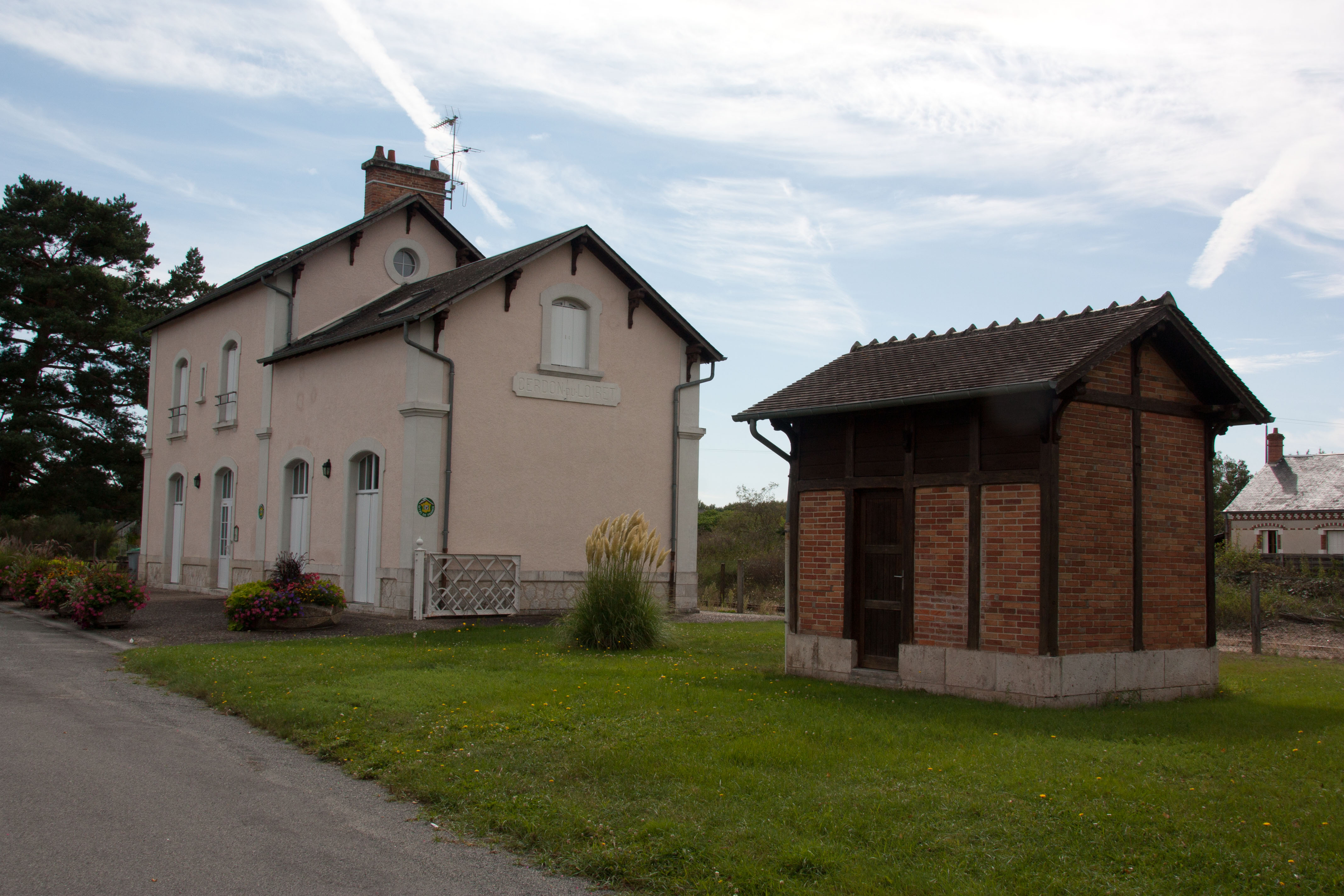
Voormalig station Cerdon-du-Loiret.
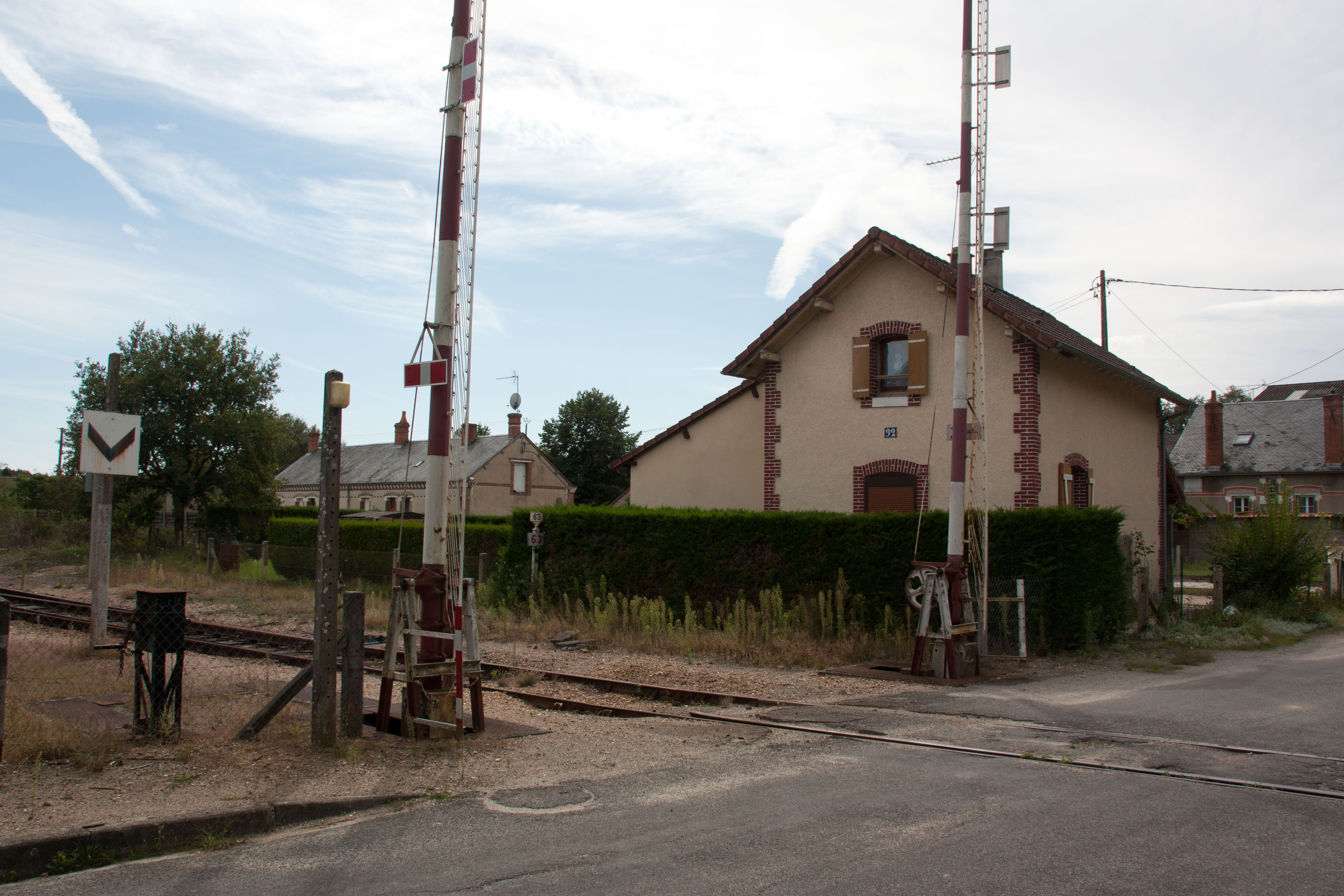
Overweg in Cerdon-du-Loiret.
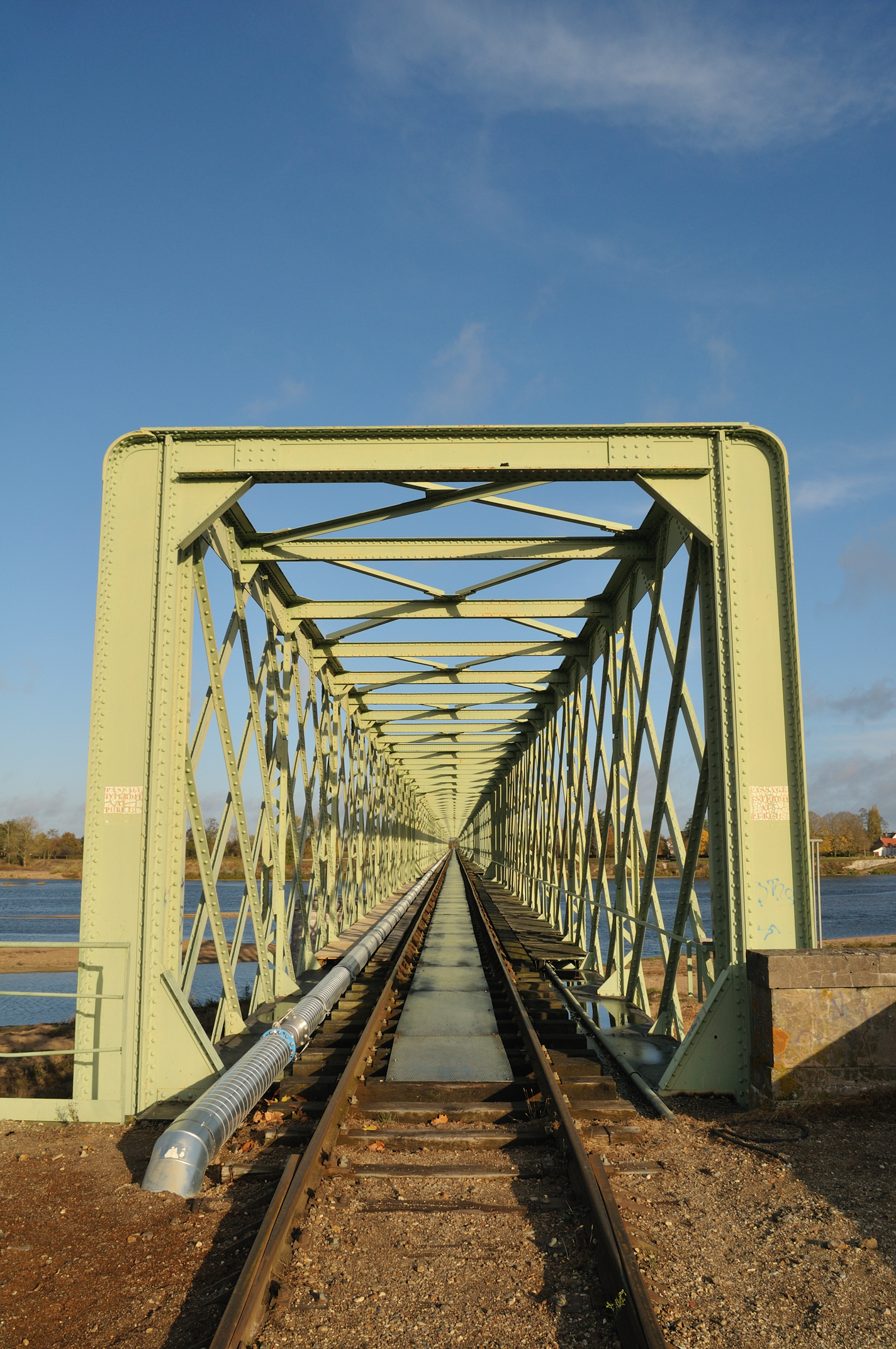
Spoorbrug over de Loire in 2009.
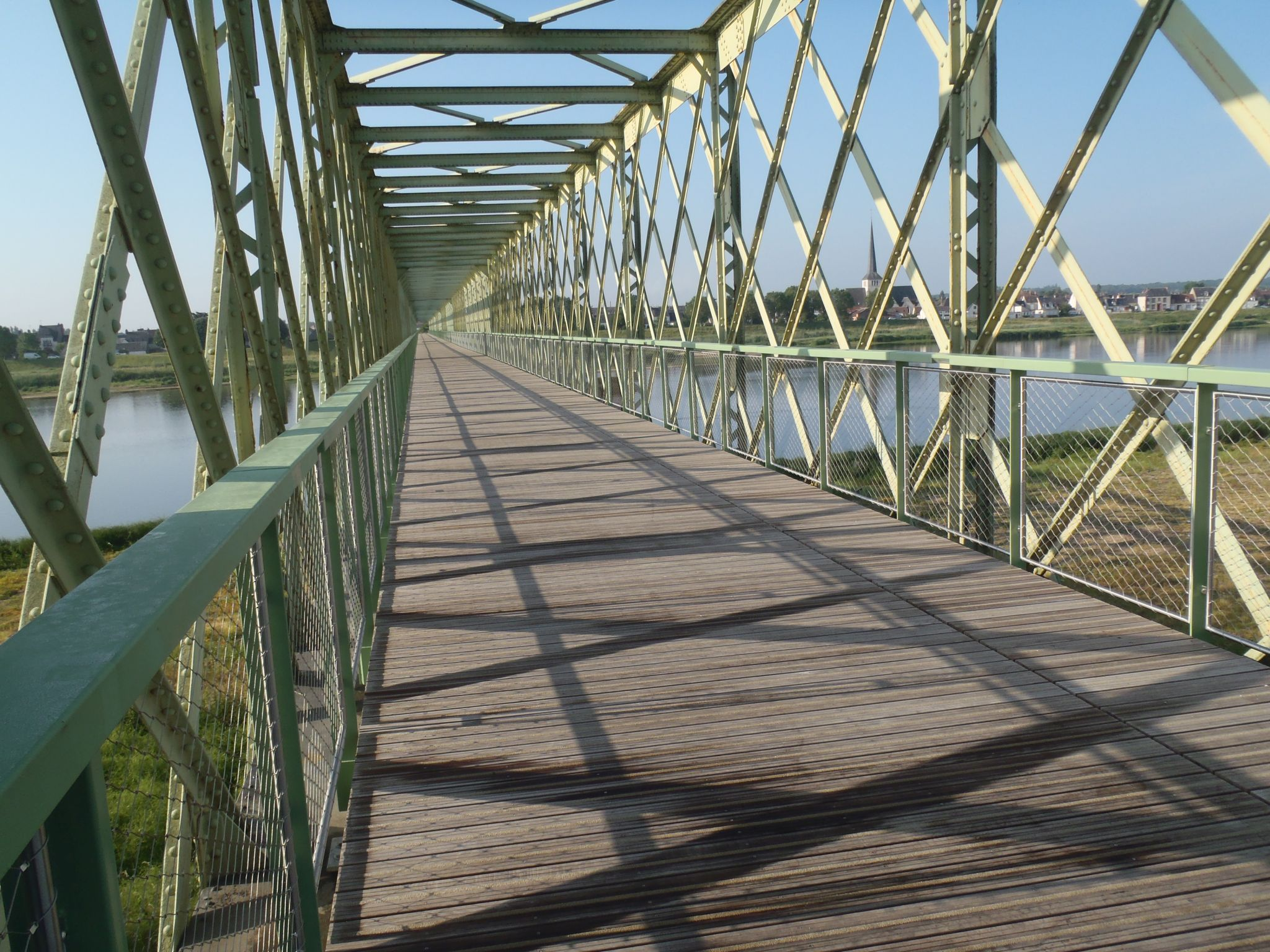
Spoorbrug over de Loire, omgevormd tot fietspad in 2020.